# Más (singel Ricky’ego Martina)
Más – piosenka dance-popowa napisana na potrzeby dziewiątego albumu studyjnego portorykańskiego piosenkarza Ricky’ego Martina Música + Alma + Sexo (2011). Wyprodukowany przez Desmonda Childa, utwór wydany został jako trzeci singel promujący krążek dnia 4 kwietnia 2011 roku. Pomijając poprzedni singel, „Shine”, opublikowany jedynie w postaci promo, „Más” był drugim oficjalnym singlem z płyty.

## Informacje o utworze
Wykonywany w języku hiszpańskim „Más” jest utworem latin-/dance-popowym. Kompozycja rozpoczyna się gitarowym riffem, po kilku sekundach w melodię wkomponowuje się elektroniczny bit. Tekst piosenki opowiada historię Tico, początkującego muzyka z Manhattanu, oraz Martiki, mieszkanki Miami, marzącej o karierze modelki. Obaj bohaterowie „żyją szalonym życiem”. Ricky Martin nazwał „Más” jedną z najważniejszych piosenek z albumu Música + Alma + Sexo – piosenką, która ma wywołać w słuchaczach pragnienie „życia szalonym życiem”.
Autorami utworu jest zastęp kompozytorów: Ferras Alqaisi, Claudia Brant, Desmond Child (także producent), Ricky Martin oraz Marco Masis.
2 kwietnia 2011 Martin nagrał anglojęzyczną wersję piosenki, zatytułowaną „Freak of Nature”. Jeszcze pod koniec tego miesiąca w sieci pojawiły się jej remiksy, wykonane przez Ralphiego Rosario i Jake’a Daniela.
Piosenka znalazła się na trackliście albumu 17: Greatest Hits (2011), kompilującego największe przeboje Martina.

## Wydanie singla
Premiera singla nastąpiła 4 kwietnia 2011 roku w systemie digital download. Utwór „Más” został drugim po „The Best Thing About Me Is You” oficjalnym singlem promującym album Música + Alma + Sexo. Remiks utworu, „Wally López Ibiza Es Más Radio Edit”, miał swoją premierę kilka dni przed wydaniem singla, 30 marca, udostępniony przez samego Martina za pośrednictwem własnej strony internetowej. W czerwcu i lipcu 2011 EP zawierające remiksy Lópeza i Ralphiego Rosario wydano w Stanach Zjednoczonych i krajach Europy.
W drugiej połowie kwietnia 2011 „Más” zajął pozycje #13, #2 i #30 w kolejnych notowaniach magazynu Billboard: Hot Latin Tracks, Latin Pop Songs oraz Latin Tropical Songs. Dwa miesiące później został zestawiony na liście przebojów singlowych Hiszpanii, najwyżej na miejscu czterdziestym trzecim, a w lipcu objął także miejsce siódme notowania Billboardu Hot Dance Club Songs, badającego popularność piosenek w amerykańskich klubach muzycznych i dyskotekach.

## Recenzje
Singel uzyskał pozytywne recenzje krytyków muzycznych.
W omówieniu dla dziennika New York Post Dan Aquilante docenił kompozycję, pisząc: „Dreszczyk albumu Música + Alma + Sexo tkwi w promieniującej latin-popowym brzmieniem nucie zatytułowanej ‘Más’, w której Martin stara się uchwycić klimat Wschodniego Harlemu doby lat 90.”. Joey Guerra (Houston Chronicle) pisał o utworze jako o „hołdzie złożonym głodującym artystom (undergroundowemu DJ-owi, początkującej modelce), który brzmi jak dźwiękowa aktualizacja dawnych hitów wykonawcy – ‘The Cup of Life’ i ‘Livin’ la Vida Loca’”.
Grace Bastidas, redaktorka lifestyle’owego magazynu Latina, podsumowała „Más” jako „podnoszący na duchu dance’owy kawałek o korzystaniu z wszystkich uroków życia i nie dbaniu o tym, co mówią inni”. Podobnie, jak Guerra, dziennikarka dostrzegła podobieństwa pomiędzy singlem niniejszym a „The Cup of Life”. Omawiając krążek Música + Alma + Sexo, Jon Pareless z New York Timesa napisał: „Sprężyste, odradzające erę muzyki disco na nowo bity, podobne do tych, które zasilają hity Lady Gagi i Black Eyed Peas, napędzają ‘Más’, piosenkę o ludziach z marzeniami, przybywających do wielkiego miasta”. Leila Cobo (Billboard) pochwaliła rozrywkową naturę utworu, pisząc: „'Más’ jest zaproszeniem do tańca z liryką, która zachęca słuchacza, aby imprezować cały wieczór”.

## Teledysk
Premiera wideoklipu do utworu odbyła się 28 kwietnia 2011 roku. Na jego koncepcję składa się zapis jednego z koncertów Ricky’ego Martina, organizowanego w trakcie Música + Alma + Sexo World Tour. Klip wyreżyserował Simon Brand. Zdjęcia powstawały w José Miguel Agrelot Coliseum w rodzimym dla Martina Portoryko, podczas występu otwierającego tournée wykonawcy. Istotą teledysku są żywiołowe show i energiczne układy taneczne.

## Promocja
21 lutego 2011, promując swój dziewiąty album studyjny, Ricky Martin wykonał utwór „Más” na żywo w madryckim ME Hotel. 3 maja wystąpił w programie telewizyjnym The Jay Leno Show; goszcząc u Leno, udzielił wywiadu oraz odśpiewał singlowy „Más” w języku angielskim. 21 lipca Martin pojawił się na gali wręczenia nagród Premios Juventud, gdzie wykonał medley piosenek „Más” oraz „Frío”.

## Listy utworów i formaty singla
Ogólnoświatowy digital download #1
1. „Más” – 4:09

Ogólnoświatowy digital download #2
1. „Más” (Wally Bilingual Remix) – 4:27

Amerykański digital download
1. „Más” – 4:09
2. „Más” (Ralphi Rosario Spanish Radio Remix) – 4:08
3. „Más” (Wally López Ibiza Es Más Radio RMX) – 4:27

Brazylijski promo CD
1. „Más” – 4:09
2. „Más” (Wally Bilingual Remix) – 4:27
3. „Lo mejor de mi vida eres tú” feat. Natalia Jiménez (Spanish Jump Smokers Dance Version) – 4:42

Europejski digital download
1. „Más” (Wally López Factomania In Miami RMX) – 4:20
2. „Más” (Wally López Ibiza Es Más Radio RMX) – 4:27
3. „Más” (Wally López Ibiza Es Más RMX) – 7:11

## Pozycje na listach przebojów
| Kraj              | Notowanie (2011)     | Wydawca                     | Najwyższa pozycja |
| ----------------- | -------------------- | --------------------------- | ----------------- |
| Chile             | Top 100 Singles      | Nielsen Chile/IDERE/Monitec | 27                |
| Hiszpania         | Top 50 Singles       | PROMUSICAE                  | 43                |
| Kostaryka         | Top 30 Airplay       | IFPI                        | 9                 |
| Stany Zjednoczone | Hot Dance Club Songs | Billboard                   | 7                 |
| Stany Zjednoczone | Hot Latin Tracks     | Billboard                   | 13                |
| Stany Zjednoczone | Latin Pop Songs      | Billboard                   | 2                 |
| Stany Zjednoczone | Latin Tropical Songs | Billboard                   | 30                |
| Szwecja           | Top 100 Airplay      | IFPI                        | 35                |

## Historia wydania
| Region            | Data            | Format                                      |
| ----------------- | --------------- | ------------------------------------------- |
| Świat             | 4 kwietnia 2011 | digital download                            |
| Polska            | 8 maja 2011     | airplay                                     |
| Stany Zjednoczone | 14 czerwca 2011 | digital download (promo złożone z remiksów) |
| Europa            | 8 lipca 2011    | digital download (promo złożone z remiksów) |